# رودخانه مارکیز (سنت لوسیا)
رودخانه مارکیز رودخانه ای از سنت لوسیا است.